# رقاقس أرمني
رقاقس أرمني (الاسم العلمي: Androsace armeniaca) هو نوع من النباتات يتبع جنس الرقاقس من فصيلة الربيعية.